# Muscoli masticatori
La masticazione è permessa attraverso l'attività dei cinque muscoli masticatori:
- il massetere
- il temporale
- lo pterigoideo interno
- lo pterigoideo esterno
- il muscolo digastrico

L'ultimo è l'unico responsabile dell'apertura della bocca, mentre i primi quattro sono responsabili della sua chiusura.
A differenza della maggior parte dei muscoli della faccia, che sono innervati dal nervo faciale, VII nervo cranico, i muscoli masticatori sono tutti innervati dal nervo trigemino, V nervo cranico. Più specificatamente, essi sono innervati dal nervo mandibolare. Questo in conseguenza della loro derivazione dal primo arco faringeo, mentre gli altri muscoli della faccia derivano dal secondo arco faringeo.
Nell'uomo, la mandibola è connessa all'osso temporale del cranio attraverso l'articolazione temporomandibolare, un'articolazione particolarmente complessa che permette movimenti su tutti i piani. I muscoli della masticazione originano dal cranio e si inseriscono sulla mandibola, permettendo il movimento della mascella durante la contrazione. La mandibola è l'unico osso che si muove durante la masticazione e le altre attività, come il parlare.
Ciascuno di questi muscoli è pari; ogni lato della mandibola ne possiede quattro. Mentre questi muscoli sono i principali partecipanti alla masticazione, altri muscoli aiutano spesso, se non sempre, il processo di masticazione, come quelli della lingua e della guancia.